# Ignace Van der Brempt
Ignace Van der Brempt (Anversa, 1º aprile 2002) è un calciatore belga, difensore del Como.

## Caratteristiche tecniche
È un terzino destro

## Carriera

### Club
Cresciuto nel settore giovanile del Club Bruges, debutta con la prima squadra il 14 settembre 2019 in occasione dell'incontro di Pro League vinto 2-0 contro il Cercle Bruges.
Il 31 gennaio 2022 viene acquistato dal Salisburgo.
Dopo avere trovato poco spazio con gli austriaci il 18 luglio 2023 viene ceduto in prestito all'Amburgo.
Il 31 agosto 2024 il Como neopromosso in serie A ne annuncia l'acquisto a titolo temporaneo con opzione ed obbligo di riscatto dal Salisburgo. Il giorno dopo esordisce con i lariani nel secondo tempo della partita persa per 1-0 in casa dell'Udinese, subentrando nella ripresa ad Alessio Iovine.

### Nazionale
Ha giocato nelle nazionali giovanili belghe Under-15, Under-16, Under-19 ed Under-21; con quest'ultima, nel 2023 ha anche partecipato agli Europei di categoria.

## Statistiche

### Presenze e reti nei club
Statistiche aggiornate al 24 maggio 2025.
| Stagione           | Squadra            | Campionato         | Campionato | Campionato | Coppe nazionali | Coppe nazionali | Coppe nazionali | Coppe continentali | Coppe continentali | Coppe continentali | Altre coppe | Altre coppe | Altre coppe | Totale | Totale | Totale |
| Stagione           | Squadra            | Comp               | Pres       | Reti       | Comp            | Pres            | Reti            | Comp               | Pres               | Reti               | Comp        | Pres        | Reti        | Pres   | Reti   |        |
| ------------------ | ------------------ | ------------------ | ---------- | ---------- | --------------- | --------------- | --------------- | ------------------ | ------------------ | ------------------ | ----------- | ----------- | ----------- | ------ | ------ | ------ |
| 2019-2020          | Club Bruges        | D1                 | 1          | 0          | CB              | 1               | 0               | UEL                | 0                  | 0                  |             | -           | -           | 2      | 0      |        |
| 2020-2021          | Club Bruges        | D1                 | 9          | 1          | CB              | 2               | 0               | UCL+UEL            | 1+2                | 0                  |             | -           | -           | 14     | 1      |        |
| 2021-gen. 2022     | Club Bruges        | D1                 | 12         | 0          | CB              | 2               | 0               | UCL                | 5                  | 0                  | SB          | 1           | 0           | 20     | 0      |        |
| Totale Club Bruges | Totale Club Bruges | Totale Club Bruges | 22         | 1          |                 | 5               | 0               |                    | 8                  | 0                  |             | 1           | 0           | 36     | 1      |        |
| gen.-giu. 2022     | Salisburgo         | BL                 | 6          | 0          | CA              | 0               | 0               | UCL                | 0                  | 0                  | -           | -           | -           | 6      | 0      |        |
| 2022-2023          | Salisburgo         | BL                 | 15         | 0          | CA              | 2               | 1               | UCL+UEL            | 0+1                | 0                  | -           | -           | -           | 18     | 1      |        |
| 2023-2024          | Amburgo            | 2BL                | 23         | 0          | CG              | 1               | 0               |                    | -                  | -                  |             | -           | -           | 24     | 0      |        |
| ago. 2024          | Salisburgo         | BL                 | 1          | 0          | CA              | 0               | 0               | UCL                | 3                  | 0                  | -           | -           | -           | 4      | 0      |        |
| Totale Salisburgo  | Totale Salisburgo  | Totale Salisburgo  | 22         | 0          |                 | 2               | 1               |                    | 4                  | 0                  |             | -           | -           | 28     | 1      |        |
| 2024-2025          | Como               | A                  | 20         | 0          | CI              | 0               | 0               | -                  | -                  | -                  | -           | -           | -           | 20     | 0      |        |
| Totale carriera    | Totale carriera    | Totale carriera    | 87         | 1          |                 | 8               | 1               |                    | 12                 | 0                  |             | 1           | 0           | 108    | 2      |        |

### Cronologia presenze e reti in nazionale
| Cronologia completa delle presenze e delle reti in nazionale ― Belgio under 21 | Cronologia completa delle presenze e delle reti in nazionale ― Belgio under 21 | Cronologia completa delle presenze e delle reti in nazionale ― Belgio under 21 | Cronologia completa delle presenze e delle reti in nazionale ― Belgio under 21 | Cronologia completa delle presenze e delle reti in nazionale ― Belgio under 21 | Cronologia completa delle presenze e delle reti in nazionale ― Belgio under 21 | Cronologia completa delle presenze e delle reti in nazionale ― Belgio under 21 | Cronologia completa delle presenze e delle reti in nazionale ― Belgio under 21 |
| Data                                                                           | Città                                                                          | In casa                                                                        | Risultato                                                                      | Ospiti                                                                         | Competizione                                                                   | Reti                                                                           | Note                                                                           |
| ------------------------------------------------------------------------------ | ------------------------------------------------------------------------------ | ------------------------------------------------------------------------------ | ------------------------------------------------------------------------------ | ------------------------------------------------------------------------------ | ------------------------------------------------------------------------------ | ------------------------------------------------------------------------------ | ------------------------------------------------------------------------------ |
| 4-6-2021                                                                       | Aktobe                                                                         | Kazakistan under 21                                                            | 1 – 3                                                                          | Belgio under 21                                                                | Qual. Europeo Under-21 2023                                                    | -                                                                              |                                                                                |
| 3-9-2021                                                                       | Bursa                                                                          | Turchia under 21                                                               | 0 – 3                                                                          | Belgio under 21                                                                | Qual. Europeo Under-21 2023                                                    | -                                                                              | 81’                                                                            |
| 12-11-2021                                                                     | Lovanio                                                                        | Belgio under 21                                                                | 2 – 0                                                                          | Turchia under 21                                                               | Qual. Europeo Under-21 2023                                                    | 1                                                                              | 80’                                                                            |
| 16-11-2021                                                                     | Dundee                                                                         | Scozia under 21                                                                | 0 – 2                                                                          | Belgio under 21                                                                | Qual. Europeo Under-21 2023                                                    | -                                                                              |                                                                                |
| 29–3-2022                                                                      | Herning                                                                        | Danimarca under 21                                                             | 1 – 1                                                                          | Belgio under 21                                                                | Qual. Europeo Under-21 2023                                                    | -                                                                              |                                                                                |
| 5-6-2022                                                                       | Sint-Truiden                                                                   | Belgio under 21                                                                | 0 – 0                                                                          | Scozia under 21                                                                | Qual. Europeo Under-21 2023                                                    | -                                                                              | 19’                                                                            |
| 23-9-2022                                                                      | Heverlee                                                                       | Belgio under 21                                                                | 1 – 2                                                                          | Paesi Bassi under 21                                                           | Amichevole                                                                     | -                                                                              | 46’                                                                            |
| 26-9-2022                                                                      | Valenciennes                                                                   | Francia under 21                                                               | 2 – 2                                                                          | Belgio under 21                                                                | Amichevole                                                                     | -                                                                              | 90’                                                                            |
| 24-3-2023                                                                      | San Pedro del Pinatar                                                          | Rep. Ceca under 21                                                             | 0 – 0                                                                          | Belgio under 21                                                                | Amichevole                                                                     | -                                                                              | 46’                                                                            |
| 27-3-2023                                                                      | San Pedro del Pinatar                                                          | Belgio under 21                                                                | 3 – 2                                                                          | Giappone under 21                                                              | Amichevole                                                                     | -                                                                              | 46’                                                                            |
| 15-6-2023                                                                      | ??                                                                             | Israele under 21                                                               | 0 – 2                                                                          | Belgio under 21                                                                | Amichevole                                                                     | -                                                                              | 46’                                                                            |
| 24-6-2023                                                                      | Tbilisi                                                                        | Georgia under 21                                                               | 2 – 2                                                                          | Belgio under 21                                                                | Europeo Under-21 2023 - 1º turno                                               | -                                                                              | 81’ 90’                                                                        |
| 11-9-2023                                                                      | Lovanio                                                                        | Belgio under 21                                                                | 1 – 0                                                                          | Kazakistan under 21                                                            | Qual. Europeo Under-21 2025                                                    | -                                                                              |                                                                                |
| 13-10-2023                                                                     | Paola                                                                          | Malta under 21                                                                 | 0 – 2                                                                          | Belgio under 21                                                                | Qual. Europeo Under-21 2025                                                    | -                                                                              | 46’                                                                            |
| 17-10-2023                                                                     | Budapest                                                                       | Ungheria under 21                                                              | 0 – 1                                                                          | Belgio under 21                                                                | Qual. Europeo Under-21 2025                                                    | -                                                                              |                                                                                |
| Totale                                                                         |                                                                                | Presenze                                                                       | 15                                                                             |                                                                                | Reti                                                                           | 1                                                                              |                                                                                |

## Palmarès

### Club

#### Competizioni nazionali
- Campionato belga: 1

Club Bruges: 2020-2021
- Campionato austriaco: 2

Salisburgo: 2021-2022, 2022-2023